# Androngo trivittatus
Androngo trivittatus är en ödleart som beskrevs av  George Albert Boulenger 1896. Androngo trivittatus ingår i släktet Androngo och familjen skinkar. IUCN kategoriserar arten globalt som livskraftig.
Artens utbredningsområde är Madagaskar.

## Underarter
Arten delas in i följande underarter:
- A. t. trilineatus
- A. t. trivittatus

## Bildgalleri

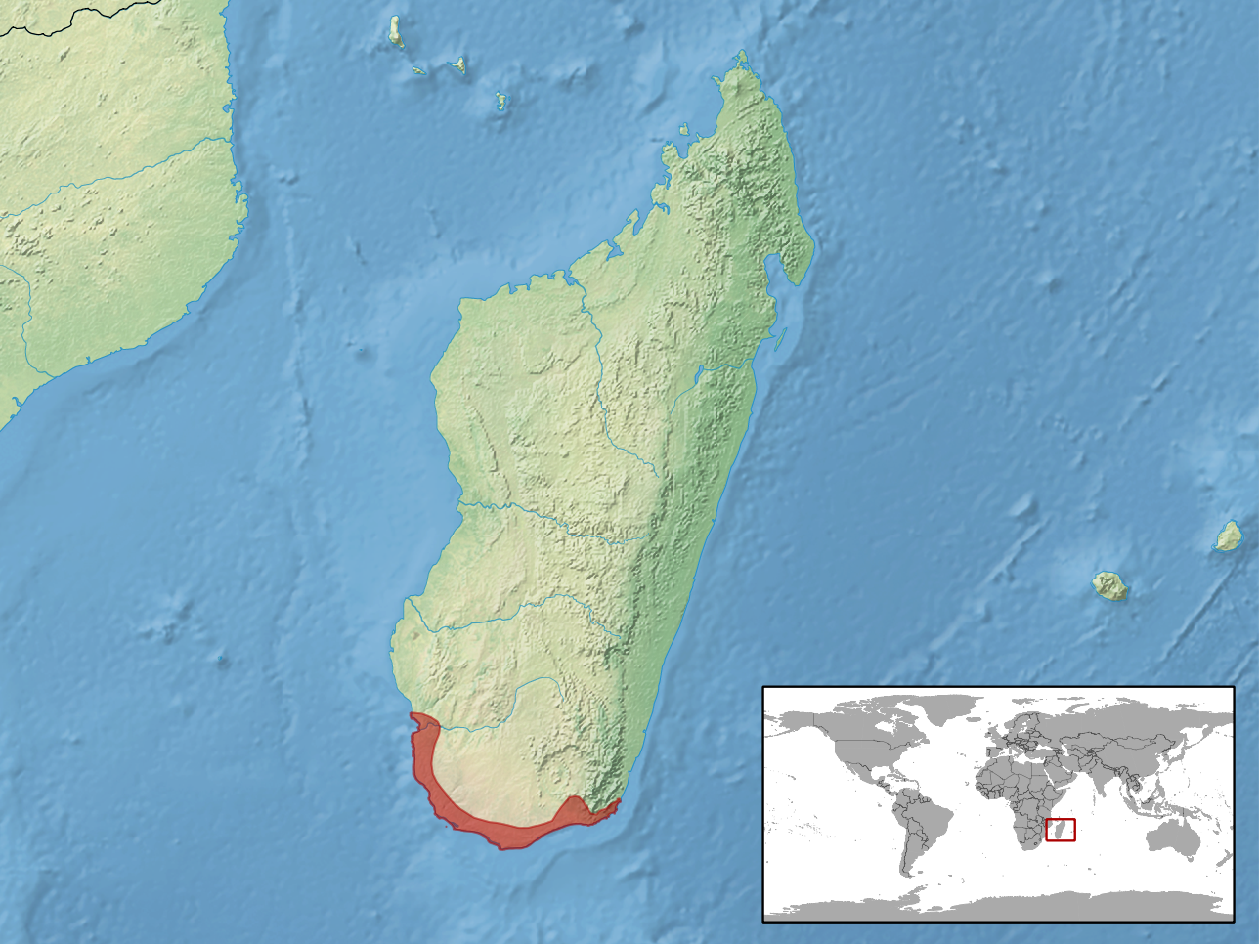